# CONCACAF Gold Cup 2003
Der CONCACAF Gold Cup 2003 war die 17. Ausspielung der Kontinentalmeisterschaft im Fußball für Nord-, Mittelamerika und der Karibik und 7. unter der Bezeichnung "Gold Cup" und fand vom 12. bis 27. Juli in den USA und Mexiko statt.
Es nahmen zwölf Mannschaften teil, die zunächst in vier Dreiergruppen gegeneinander spielten und anschließend in Ausscheidungsrunden gegeneinander antraten. Insgesamt fanden 20 Spiele statt. Neben drei karibischen, vier zentralamerikanischen und drei nordamerikanischen Vertretern nahmen mit Kolumbien und Brasilien auch zwei Gastmannschaften aus Südamerika teil.
Mexiko gewann im Finale mit 1:0 durch Golden Goal gegen Brasilien und qualifizierte sich damit für den FIFA-Konföderationen-Pokal 2005 in Deutschland.

## Spielorte
Das Turnier fand in insgesamt drei Städten statt. Mexiko trug alle Spiele in Mexiko-Stadt aus.
| Ort          | Stadion             | Kapazität | Spiele                                                  |
| ------------ | ------------------- | --------- | ------------------------------------------------------- |
| Mexiko-Stadt | Aztekenstadion      | 105.000   | Gruppe A, ein Viertel- und Halbfinale, Finale           |
| Miami        | Orange Bowl Stadium | 74.500    | Gruppe B, ein Viertel- und Halbfinale, Spiel um Platz 3 |
| Foxborough   | Gillette Stadium    | 68.800    | Gruppen C und D, zwei Viertelfinalspiele                |

| Miami |

| Foxborough |

| Mexiko-Stadt |

## Vorrunde

### Gruppe A
Alle Spiele in Mexiko-Stadt.
| Pl. | Land      | Sp. | S | U | N | Tore    | Diff. | Punkte |
| --- | --------- | --- | - | - | - | ------- | ----- | ------ |
| 1.  | Mexiko    | 2   | 1 | 1 | 0 | 001:000 | +1    | 04     |
| 2.  | Brasilien | 2   | 1 | 0 | 1 | 002:200 | ±0    | 03     |
| 3.  | Honduras  | 2   | 0 | 1 | 1 | 001:200 | −1    | 01     |

|               |   |           |           |
| 13. Juli 2003 |   |           |           |
| Mexiko        | – | Brasilien | 1:0 (0:0) |
| 15. Juli 2003 |   |           |           |
| Brasilien     | – | Honduras  | 2:1 (1:0) |
| 17. Juli 2003 |   |           |           |
| Honduras      | – | Mexiko    | 0:0       |

### Gruppe B
Alle Spiele in Miami.
| Pl. | Land      | Sp. | S | U | N | Tore    | Diff. | Punkte |
| --- | --------- | --- | - | - | - | ------- | ----- | ------ |
| 1.  | Kolumbien | 2   | 1 | 1 | 0 | 002:100 | +1    | 04     |
| 2.  | Jamaika   | 2   | 1 | 0 | 1 | 002:100 | +1    | 03     |
| 3.  | Guatemala | 2   | 0 | 1 | 1 | 001:300 | −2    | 01     |

|               |   |           |           |
| 13. Juli 2003 |   |           |           |
| Jamaika       | – | Kolumbien | 0:1 (0:1) |
| 15. Juli 2003 |   |           |           |
| Guatemala     | – | Jamaika   | 0:2 (0:1) |
| 17. Juli 2003 |   |           |           |
| Kolumbien     | – | Guatemala | 1:1 (0:1) |

### Gruppe C
Alle Spiele in Foxborough.
| Pl. | Land        | Sp. | S | U | N | Tore    | Diff. | Punkte |
| --- | ----------- | --- | - | - | - | ------- | ----- | ------ |
| 1.  | USA         | 2   | 2 | 0 | 0 | 004:000 | +4    | 06     |
| 2.  | El Salvador | 2   | 1 | 0 | 1 | 001:200 | −1    | 03     |
| 3.  | Martinique  | 2   | 0 | 0 | 2 | 000:300 | −3    | 0      |

|               |   |             |           |
| 12. Juli 2003 |   |             |           |
| USA           | – | El Salvador | 2:0 (1:0) |
| 14. Juli 2003 |   |             |           |
| Martinique    | – | USA         | 0:2 (0:2) |
| 16. Juli 2003 |   |             |           |
| El Salvador   | – | Martinique  | 1:0 (0:0) |

### Gruppe D
Alle Spiele in Foxborough.
| Pl. | Land       | Sp. | S | U | N | Tore    | Diff. | Punkte |
| --- | ---------- | --- | - | - | - | ------- | ----- | ------ |
| 1.  | Costa Rica | 2   | 1 | 0 | 1 | 003:100 | +2    | 03     |
| 2.  | Kuba       | 2   | 1 | 0 | 1 | 002:300 | −1    | 03     |
| 3.  | Kanada     | 2   | 1 | 0 | 1 | 001:200 | −1    | 03     |

|               |   |            |           |
| 12. Juli 2003 |   |            |           |
| Costa Rica    | – | Kanada     | 0:1 (0:0) |
| 14. Juli 2003 |   |            |           |
| Kanada        | – | Kuba       | 0:2 (0:1) |
| 16. Juli 2003 |   |            |           |
| Kuba          | – | Costa Rica | 0:3 (0:1) |

## Finalrunde

### Viertelfinale
|                               |   |             |           |
| 19. Juli 2003 in Foxborough   |   |             |           |
| USA                           | – | Kuba        | 5:0 (3:0) |
| Costa Rica                    | – | El Salvador | 5:2 (2:1) |
| 19. Juli 2003 in Miami        |   |             |           |
| Kolumbien                     | – | Brasilien   | 0:2 (0:1) |
| 20. Juli 2003 in Mexiko-Stadt |   |             |           |
| Mexiko                        | – | Jamaika     | 5:0 (2:0) |

### Halbfinale
|                               |   |           |                      |
| 23. Juli 2003 in Miami        |   |           |                      |
| USA                           | – | Brasilien | 1:2 n.GG. (1:1, 0:0) |
| 24. Juli 2003 in Mexiko-Stadt |   |           |                      |
| Costa Rica                    | – | Mexiko    | 0:2 (0:2)            |

### Spiel um Platz 3
|                        |   |            |           |
| 26. Juli 2003 in Miami |   |            |           |
| USA                    | – | Costa Rica | 3:2 (1:2) |

### Finale
|                               |   |           |           |
| 27. Juli 2003 in Mexiko-Stadt |   |           |           |
| Mexiko                        | – | Brasilien | 1:0 n.GG. |

## Beste Torschützen
| Rang | Spieler        | Tore |
| ---- | -------------- | ---- |
| 1    | Landon Donovan | 4    |
|      | Walter Centeno | 4    |
| 3    | Brian McBride  | 3    |
|      | Kaká           | 3    |
|      | Jared Borgetti | 3    |